# Probolus expunctus
Probolus expunctus är en stekelart som först beskrevs av Cresson 1867.  Probolus expunctus ingår i släktet Probolus och familjen brokparasitsteklar. Inga underarter finns listade i Catalogue of Life.